# Holotrichia laticollis
Holotrichia laticollis är en skalbaggsart som beskrevs av Moser 1921. Holotrichia laticollis ingår i släktet Holotrichia och familjen Melolonthidae. Inga underarter finns listade i Catalogue of Life.